# Tocqueville-les-Murs
Tocqueville-les-Murs és un municipi francès situat al departament del Sena Marítim i a la regió de Normandia. L'any 2007 tenia 283 habitants.

## Demografia

### Població
El 2007 la població de fet de Tocqueville-les-Murs era de 283 persones. Hi havia 100 famílies de les quals 16 eren unipersonals (8 homes vivint sols i 8 dones vivint soles), 21 parelles sense fills, 50 parelles amb fills i 13 famílies monoparentals amb fills.
La població ha evolucionat segons el següent gràfic:
Habitants censats

### Habitatges
El 2007 hi havia 105 habitatges, 101 eren l'habitatge principal de la família, 2 eren segones residències i 2 estaven desocupats. Tots els 104 habitatges eren cases. Dels 101 habitatges principals, 87 estaven ocupats pels seus propietaris i 14 estaven llogats i ocupats pels llogaters; 1 tenia dues cambres, 11 en tenien tres, 27 en tenien quatre i 62 en tenien cinc o més. 86 habitatges disposaven pel capbaix d'una plaça de pàrquing. A 47 habitatges hi havia un automòbil i a 47 n'hi havia dos o més.

### Piràmide de població
La piràmide de població per edats i sexe el 2009 era:
| Homes | Edats   | Dones |
| ----- | ------- | ----- |
| 0     | 95 o +  | 0     |
| 0     | 90 a 94 | 4     |
| 0     | 85 a 89 | 0     |
| 0     | 80 a 84 | 0     |
| 0     | 75 a 79 | 0     |
| 8     | 70 a 74 | 4     |
| 0     | 65 a 69 | 8     |
| 4     | 60 a 64 | 12    |
| 0     | 55 a 59 | 0     |
| 12    | 50 a 54 | 8     |
| 0     | 45 a 49 | 0     |
| 12    | 40 a 44 | 12    |
| 12    | 35 a 39 | 8     |
| 4     | 30 a 34 | 8     |
| 16    | 25 a 29 | 8     |
| 4     | 20 a 24 | 0     |
| 0     | 15 a 19 | 16    |
| 4     | 10 a 14 | 8     |
| 0     | 5 a 9   | 4     |
| 8     | 0 a 4   | 8     |

## Economia
El 2007 la població en edat de treballar era de 184 persones, 127 eren actives i 57 eren inactives. De les 127 persones actives 119 estaven ocupades (65 homes i 54 dones) i 8 estaven aturades (3 homes i 5 dones). De les 57 persones inactives 18 estaven jubilades, 14 estaven estudiant i 25 estaven classificades com a «altres inactius».

### Ingressos
El 2009 a Tocqueville-les-Murs hi havia 107 unitats fiscals que integraven 310 persones, la mediana anual d'ingressos fiscals per persona era de 15.328 €.

### Activitats econòmiques
Dels 3 establiments que hi havia el 2007, 1 era d'una empresa de construcció, 1 d'una empresa d'hostatgeria i restauració i 1 d'una empresa de serveis.
Dels 2 establiments de servei als particulars que hi havia el 2009, 1 era una fusteria i 1 restaurant.
L'any 2000 a Tocqueville-les-Murs hi havia 7 explotacions agrícoles.

## Equipaments sanitaris i escolars
El 2009 hi havia una escola elemental integrada dins d'un grup escolar amb les comunes properes formant una escola dispersa.

## Poblacions més properes
El següent diagrama mostra les poblacions més properes.